# František z Torquemady
Blahoslavený František z Torquemady byl španělský řeholník Řádu mercedariánských rytířů.

## Život
Byl mercedariánským řeholníkem misionářem který s bl. Alfonsem z Ossoria byl poslán evangelizovat Brazilskou zemi. Byli slavní svou svatostí a zázraky, Kristovými pastýři duší.
Jeho svátek je oslavován 13. října.